# Kabacan
Kabacan est une localité de la province de Cotabato, aux Philippines. En 2015, elle compte 89 161 habitants.